# Spinning Wheel
Spinning Wheel är en låt av Blood, Sweat and Tears, inspelad 1968 och utgiven 1969 som singel och på deras självbetitlade andra studioalbum Blood, Sweat & Tears. Låten är skriven av gruppens sångare David Clayton-Thomas och texten rör hur allt i samhället går runt i cirklar och kommer tillbaka till den punkt det en gång var på. Den avslutas med en sektion ur den österrikiska visan "Ach, du lieber Augustin" spelat med flöjter, följt av trummisen Bobby Colomby som utbrister "that wasn't too good!" ("det där var inte särskilt bra!") följt av skratt från de övriga medlemmarna. Producenten James William Guercio ska ha lagt in sektionen då någon i studion av misstag spelat över det ursprungliga slutet på masterbandet.
Låten tilldelades en Grammy Award för bästa instrumentalarrangemang. Den var även nominerad i kategorierna årets inspelning och årets låt.

## Listplaceringar
| Lista (1969)  | Position              |
| ------------- | --------------------- |
| Australien    | 5 (Go Set)            |
| Finland       | 34                    |
| Frankrike     | 44                    |
| Kanada        | 1 (RPM)               |
| Nederländerna | 18                    |
| Nya Zeeland   | 6 (NZ Listner)        |
| Sverige       | 12 (Kvällstoppen)     |
| Sverige       | 7 (Tio i topp)        |
| USA           | 2 (Billboard Hot 100) |